# Urolighederne i Kairo 2013
Urolighederne i Kairo 2013 begyndte i kølvandet på, at Egyptens præsident Mohamed Mursi i starten af juli 2013 blev afsat af militæret. Urolighederne kulminerede i dagene den 27. juli 2013 - hvor Det muslimske broderskab meldte om mange dræbte og mindst 4.500 kvæstede i et angreb på en demonstration i Kairo til fordel for den afsatte præsident - og den 14. august 2013, hvor egyptiske sikkerhedsstyrker ryddede pro-Mursi-protestlejre i Kairo, og flere hundrede meldtes dræbt. Fredag den 16. august, som Det Muslimske Broderskab havde døbt 'Vredens dag' og opfordret til demonstrationer efter fredagsbønnen, meldtes om mindst 50 døde. Som følge af urolighederne frarådede det danske Udenrigsministerium ikke-nødvendige rejser til turistområder i Egypten.